# Сеид-Аббас Ардебильский
Сеид-Аббас Ардебильский (Мир Аббас-Бек) —  основатель и первый хан Талышского ханства, а также  отец Сеид-Джамаледдин-хана. Сеид Аббас был потомком пророка Мухаммеда. Он переселился в талышский край из Персии.

## История
После наступления затишья на Кавказе и в Талыше в 1743 г. Надир со своим войском появился в Мугане. Здесь он созвал талышских вельмож и командиров и приказал им выделить 500 человек из знатных талышских фамилий в его свиту в качестве слуг-нукеров. Повинуясь Надиру, Мир Аббас-бек попытался убрать с дороги своего соперника Муса-хана. Он попросил у Надира помощи и представил ему брата своей жены Али-бека вместе с его сыном Джамаледцином. Надир прозвал его «Кара-бек» за смуглый цвет лица и назначил его сотником в своем войске.
Маневры Мир Аббас-бека пришлись на тот момент, когда Надир узнал о тайных связях Муса-хана с Россией. С помощью русских купцов, приезжавших в Ленкорань и Астару, Муса-хан установил связи с русскими военными властями в Аштархане (Астрахани) и Иране и заверил их, что будет поддерживать добрые отношения с Россией. Кроме того, он обратился с письмом к местным талышским правителям и землевладельцам с просьбой поддержать его в этом начинании. Однако ему не удалось обеспечить безопасность в Улуфе и Даштванде, где сильным влиянием пользовался Мир Аббас-бек.
Мир Аббас-бек платил шахскому двору пошлины с присоединенных областей и направлял дорогие подарки шахским приближенным. Этим он привлек к себе их положительное внимание. С другой стороны, его авторитет значительно повысился благодаря союзу, заключенному им с влиятельными талышскими вельможами и ханами. Как писал Мирза Худаверди, Мир Аббас-бек «захотел вместе со своей семьей временно покинуть свою родную деревню Хир Хальхаль и для избавления от тоски и скуки посетить Ширван, проехав Талыш. В деревне Хархатан (Хахартон), магала Улуф, он заключил брачный союз с Аху-ханум, сестрой старосты этой деревни Асад-бека ибн Хусейн-бека Борадигахи, и поселился там».
Сила Надира, так же, как и его предшественников, укреплялась в Талыше по мере усиления позиций местных феодалов. Надир не проводил здесь кардинальных реформ. После укрепления положения Мир Аббас-бека шах потребовал от него послать в шахскую свиту в качестве заложника своего старшего сына Джамаледдина. Согласие Мир Аббас-бека укрепило доверие к нему шаха. Надир передал под его управление магал Улуф. Затем шах, якобы, поручил ему наказать бунтовщиков в Северном Талыше. Под этим предлогом Мир Аббас-бек собрал войсо, напал на Даштванд, расправился с местными вождями и присоединил к себе эту область. Затем он породнился со старостой Даштванда, выдав за него свою дочь.